# کلیسای اتحاد
فدراسیون خانواده برای صلح و اتحاد جهانی ، که به طور گسترده به عنوان کلیسای اتحاد شناخته می شود، یک جنبش مذهبی جدید است که اعضای آن  به عنوان  متحدگرایان یا بیشتر   به عنوان "مونی ها" شناخته می شوند. این انجمن رسماً در 1 می 1954 تحت نام انجمن روح القدس برای اتحاد مسیحیت جهانی (HSA-UWC) در سئول ، کره جنوبی توسط سان میونگ مون (1920-2012) تأسیس شد.

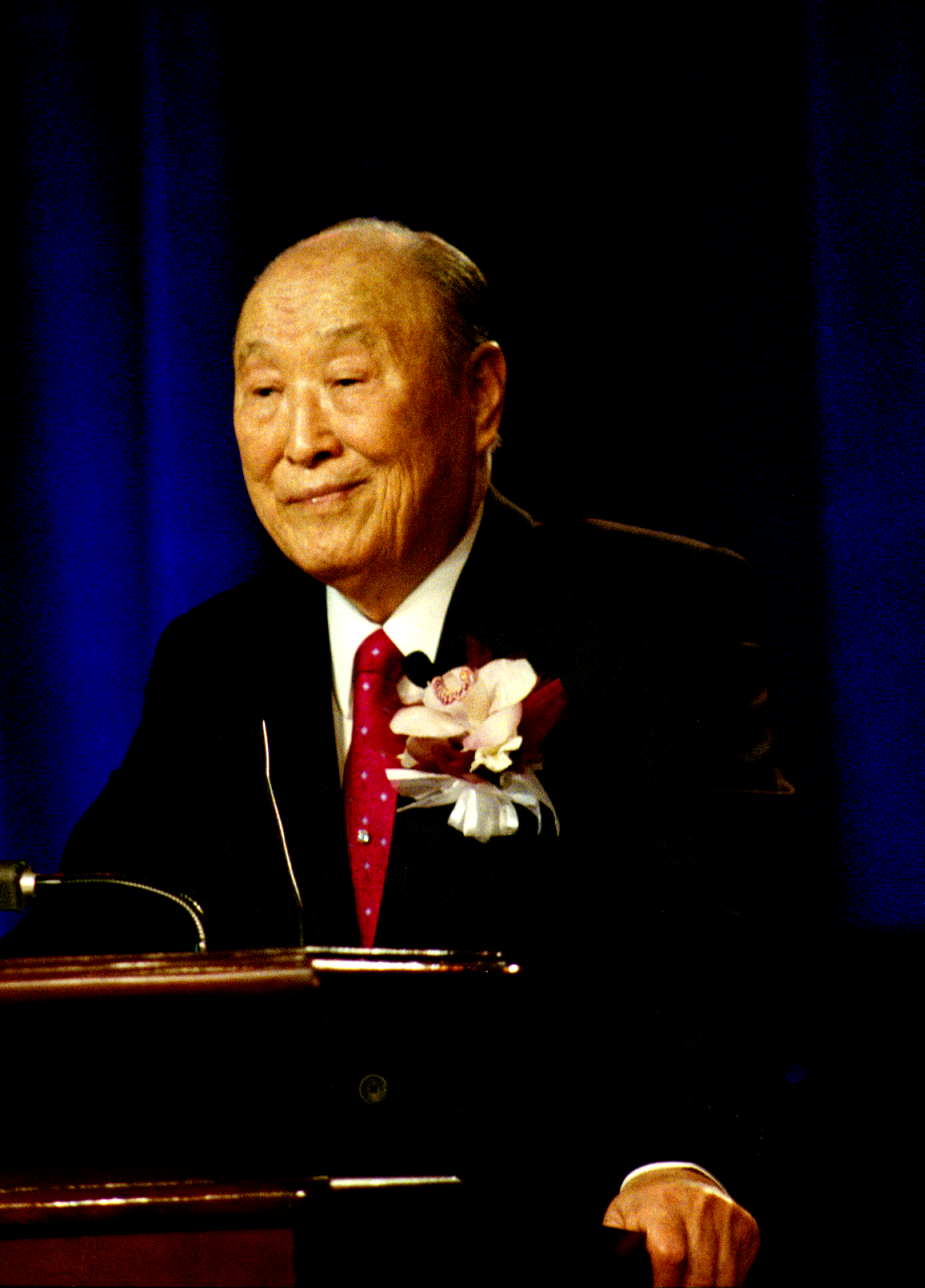
سان میونگ مون ، بنیانگذار جنبش اتحاد در سال 2010 در دره لاس وگاس سخنرانی عمومی کرد.

1. ↑  Eileen Barker. Abstract of "The Unification Church: A Kaleidoscopic Introduction." Society Register 2, no. 2 (2018): 19–62.
2. ↑  Eileen Barker. "The Unification Church: A Kaleidoscopic Introduction." Society Register 2, no. 2 (2018): 19–62.